# Banlue Nakprakhong
Banlue Nakprakhong tailandês:บรรลือนาคประคอง (Banguecoque, 10 de julho de 1996) é um voleibolista de praia tailandês.

## Carreira
No ano de 2014 finalizou na trigésima terceira posição ao lado de Surin Jongklang na edição do Circuito Asiático de Vôlei de Praia de 2014 no Aberto de Songkhla; mais tarde compôs dupla com Prathip Sukto e disputaram o Campeonato Asiático de Vôlei de Praia de 2016 em Sydney finalizando na décima sétima colocação
Na temporada de 2018 formava dupla com Kitti Duangjinda quando disputou a edição do Campeonato Asiático de Vôlei de Praia de 2018 realizado em Satun e finalizaram na vigésima quinta colocação
No Circuito Mundial de 2019 conquistou ao lado de Narongdet Kangkon a medalha de ouro no Aberto e Boracay, Filipinas, na categoria uma estrela.

## Títulos e resultados
- Future de Mollymook do Circuito Mundial de 2024
- Torneio 1* de Boracay do Circuito Mundial de Vôlei de Praia:2019[4]